# Jonathan Balotelli
Jonathan Boareto dos Reis, meglio conosciuto come Jonathan Balotelli (2 aprile 1989) è un calciatore brasiliano, attaccante del Sousa.

## Caratteristiche tecniche
Gioca da attaccante centrale.

## Carriera
Nel 2013 ha giocato una partita in Coppa Sudamericana con lo Sport Recife. Ha poi giocato in varie squadre brasiliane, arrivando al massimo in seconda divisione, categoria in cui ha giocato 3 partite sempre con lo Sport Recife.
Nel 2016 si trasferisce in Europa, ai macedoni del Vardar, con cui nella stagione 2016-2017 gioca 2 partite nei preliminari di Europa League, oltre a 29 partite (ed 11 gol segnati) nel campionato macedone, che vince. L'anno seguente gioca 3 partite nei preliminari di Champions League, nei quali il 25 luglio 2017 segna anche un gol, nella partita del terzo turno preliminare vinta per 1-0 contro il Copenaghen.

## Palmarès

### Club

#### Competizioni nazionali
- Campeonato Brasileiro Série C: 1

Macaé: 2014
- Campionato macedone: 1

Vardar: 2016-2017

#### Competizioni statali
- Copa Governador de Mato Grosso: 1

Cuiabá: 2016